# Okamejei philipi
Okamejei philipi (лат.) — вид хрящевых рыб семейства ромбовых скатов отряда скатообразных. Обитают в западной части Индийского океана.  Их крупные, уплощённые грудные плавники образуют диск в виде ромба. Откладывают яйца. Не являются объектом целевого промысла.

## Таксономия
Впервые вид был научно описан в 1906 году как Raja philipi. 

## Ареал
Эти демерсальные скаты обитают в Аденском заливе.

## Описание
Широкие и плоские грудные плавники этих скатов образуют диск в виде ромба. На вентральной стороне диска расположены 5 жаберных щелей, ноздри и рот. На тонком хвосте имеются латеральные складки. У этих скатов 2 редуцированных спинных плавника и редуцированный хвостовой плавник.  

## Взаимодействие с человеком
Эти скаты не являются объектом целевого промысла. Потенциально попадаются в качестве прилова. Данных для оценки Международным союзом охраны природы охранного статуса вида недостаточно.